# Convocazioni alla Volleyball Nations League femminile 2022
Elenco delle giocatrici convocate per la Volleyball Nations League 2022.

## Belgio
| N° | Nome               | Ruolo | Data di nascita   | Squadra        |
| -- | ------------------ | ----- | ----------------- | -------------- |
| -  | Gert Vande Broek   | All   | 28 febbraio 1967  | -              |
| 2  | Elise Van Sas      | P     | 1º agosto 1997    | Oudegem        |
| 3  | Britt Herbots      | S     | 24 settembre 1999 | AGIL           |
| 4  | Nathalie Lemmens   | C     | 12 marzo 1995     | Kaposvári      |
| 5  | Jodie Guilliams    | S     | 26 aprile 1997    | Vilsbiburg     |
| 7  | Celine Van Gestel  | S     | 7 novembre 1997   | San Casciano   |
| 9  | Nel Demeyer        | L     | 21 marzo 2001     | Oudegem        |
| 10 | Pauline Martin     | O     | 9 aprile 2002     | Charleroi      |
| 11 | Stien Goris        | S     | 1º luglio 2001    | Tchalou        |
| 12 | Charlotte Krenicky | P     | 29 giugno 2000    | Limburg        |
| 13 | Marlies Janssens   | C     | 4 giugno 1997     | VDK Gent       |
| 15 | Jutta Van de Vyver | P     | 11 giugno 1996    | Asterix Avo    |
| 18 | Britt Rampelberg   | L     | 5 giugno 2000     | Asterix Avo    |
| 19 | Silke Van Avermaet | C     | 2 giugno 1999     | ASPTT Mulhouse |
| 21 | Manon Stragier     | S     | 12 marzo 1999     | Asterix Avo    |
| 22 | Anna Koulberg      | C     | 17 agosto 2004    | Asterix Avo    |

## Brasile
| N° | Nome                   | Ruolo | Data di nascita   | Squadra             |
| -- | ---------------------- | ----- | ----------------- | ------------------- |
| -  | José Roberto Guimarães | All   | 31 luglio 1954    | Barueri             |
| 2  | Diana Alecrim          | C     | 22 febbraio 1999  | Barueri             |
| 3  | Júlia Kudiess          | C     | 2 gennaio 2003    | Minas               |
| 4  | Ana Carolina da Silva  | C     | 8 aprile 1991     | Praia Clube         |
| 5  | Priscila Daroit        | S     | 10 agosto 1988    | Minas               |
| 6  | Nyeme Costa            | L     | 11 settembre 1998 | Bauru               |
| 7  | Rosamaria Montibeller  | S     | 9 aprile 1994     | AGIL                |
| 8  | Mácris Carneiro        | P     | 3 marzo 1989      | Minas               |
| 9  | Roberta Ratzke         | P     | 28 aprile 1990    | ŁKS                 |
| 10 | Gabriela Guimarães     | S     | 19 maggio 1994    | VakıfBank           |
| 11 | Karina Barbosa         | S     | 30 novembre 1998  | Barueri             |
| 12 | Ana Cristina de Souza  | S     | 7 aprile 2004     | Fenerbahçe          |
| 14 | Natália de Araújo      | L     | 10 aprile 1997    | Rio de Janeiro      |
| 15 | Lorena Viezel          | C     | 21 luglio 1999    | Barueri             |
| 16 | Kisy do Nascimento     | O     | 28 gennaio 2000   | Minas               |
| 17 | Júlia Bergmann         | S     | 21 febbraio 2001  | Georgia Tech        |
| 18 | Mayany de Souza        | C     | 24 novembre 1996  | Bauru               |
| 20 | Lorrayna da Silva      | O     | 19 giugno 1999    | Barueri             |
| 24 | Lorenne Teixeira       | O     | 8 gennaio 1996    | Saitama Ageo Medics |

## Bulgaria
| N° | Nome                | Ruolo | Data di nascita  | Squadra           |
| -- | ------------------- | ----- | ---------------- | ----------------- |
| -  | Lorenzo Micelli     | All   | 24 ottobre 1970  | Volero Le Cannet  |
| 1  | Gergana Dimitrova   | S     | 22 febbraio 1996 | Alba-Blaj         |
| 2  | Nasja Dimitrova     | C     | 6 novembre 1992  | Prometej          |
| 3  | Polina Nejkova      | P     | 7 ottobre 1998   | Vandœuvre Nancy   |
| 5  | Marija Jordanova    | O     | 25 maggio 2002   | Târgoviște        |
| 6  | Miroslava Paskova   | S     | 16 febbraio 1996 | Mert Grup Sigorta |
| 7  | Lora Kitipova       | P     | 19 maggio 1991   | Prometej          |
| 8  | Petja Barakova      | P     | 18 giugno 1994   | Lugoj             |
| 9  | Borislava Săjkova   | C     | 14 luglio 2000   | CSKA Sofia        |
| 10 | Mira Todorova       | C     | 12 aprile 1994   | MTV Stoccarda     |
| 11 | Hristina Ruseva     | C     | 1º ottobre 1991  | Imoco             |
| 15 | Žana Todorova       | L     | 6 gennaio 1997   | Prometej          |
| 16 | Elica Vasileva      | S     | 13 maggio 1990   | Dinamo Mosca      |
| 17 | Radostina Marinova  | O     | 2 ottobre 1998   | Évreux            |
| 18 | Silvana Čauševa     | S     | 19 maggio 1995   | Marica            |
| 19 | Aleksandra Milanova | S     | 4 luglio 2001    | Marica            |
| 26 | Mirela Šahpazova    | P     | 28 ottobre 1997  | Târgoviște        |
| 28 | Marija Krivošijska  | C     | 6 settembre 2001 | Kazanlăk          |
| 29 | Ralica Vasileva     | O     | 17 marzo 1992    | Nyíregyháza       |

## Canada
| N° | Nome                | Ruolo | Data di nascita  | Squadra           |
| -- | ------------------- | ----- | ---------------- | ----------------- |
| -  | Shannon Winzer      | All   | -                | -                 |
| 1  | Allyssah Fitterer   | C     | 1º gennaio 1995  | -                 |
| 3  | Kiera Van Ryk       | S     | 6 gennaio 1999   | Türk Hava Yolları |
| 5  | Julia Murmann       | L     | 10 novembre 2002 | Toronto           |
| 6  | Jazmine White       | C     | 14 dicembre 1993 | Erfurt            |
| 8  | Alicia Ogoms        | C     | 2 aprile 1994    | Bergamo 1991      |
| 9  | Alexa Gray          | S     | 7 agosto 1994    | UYBA              |
| 10 | Courtney Baker      | P     | 14 luglio 1997   | Puijo             |
| 11 | Andrea Mitrovic     | S     | 3 giugno 1999    | Thīras            |
| 12 | Jennifer Cross      | C     | 4 luglio 1992    | Panathīnaïkos     |
| 13 | Brie O'Reilly       | P     | 24 gennaio 1998  | Béziers           |
| 14 | Hilary Howe         | S     | 16 giugno 1998   | Béziers           |
| 16 | Caroline Livingston | S     | 2 aprile 1996    | Mougins           |
| 17 | Katerina Georgiadis | L     | 7 gennaio 2002   | Santa Clara       |
| 18 | Kim Robitaille      | P     | 16 ottobre 1991  | Saint-Raphaël     |
| 19 | Emily Maglio        | C     | 13 novembre 1996 | Nilüfer           |
| 20 | Arielle Palermo     | L     | 9 novembre 2000  | Queen's           |
| 25 | Sydney Grills       | O     | 9 febbraio 2000  | UBC Okanagan      |

## Cina
| N° | Nome          | Ruolo | Data di nascita   | Squadra   |
| -- | ------------- | ----- | ----------------- | --------- |
| -  | Cai Bin       | All   | 7 ottobre 1966    | Jiangsu   |
| 1  | Yuan Xinyue   | C     | 21 dicembre 1996  | Tianjin   |
| 3  | Diao Linyu    | P     | 7 aprile 1994     | Jiangsu   |
| 4  | Yang Hanyu    | C     | 12 ottobre 1999   | Shandong  |
| 5  | Gao Yi        | C     | 22 luglio 1998    | Shanghai  |
| 6  | Gong Xiangyu  | O     | 21 aprile 1997    | Jiangsu   |
| 7  | Wang Yuanyuan | C     | 14 luglio 1997    | Tianjin   |
| 8  | Jin Ye        | S     | 1º marzo 1996     | Beijing   |
| 10 | Wang Yunlu    | S     | 20 maggio 1996    | Beijing   |
| 11 | Wang Yizhu    | S     | 23 marzo 2001     | Tianjin   |
| 12 | Li Yingying   | S     | 19 febbraio 2000  | Tianjin   |
| 13 | Cai Yaqian    | P     | 29 giugno 1998    | Shandong  |
| 14 | Zheng Yixin   | C     | 6 maggio 1995     | Fujian    |
| 15 | Wang Weiyi    | L     | 20 giugno 1995    | Shanghai  |
| 16 | Ding Xia      | P     | 13 gennaio 1990   | Liaoning  |
| 17 | Ni Feifan     | L     | 14 febbraio 2001  | Jiangsu   |
| 18 | Miao Yiwen    | O     | 26 luglio 2000    | Sichuan   |
| 19 | Chen Peiyan   | O     | 16 settembre 1999 | Guangdong |

## Corea del Sud
| N° | Nome             | Ruolo | Data di nascita   | Squadra           |
| -- | ---------------- | ----- | ----------------- | ----------------- |
| -  | César Hernández  | All   | 24 ottobre 1977   | VakıfBank         |
| 1  | Yoo Seo-yeun     | S     | 12 gennaio 1999   | GS Caltex Seoul   |
| 2  | Kim Ha-kyung     | P     | 15 novembre 1996  | IBK Altos         |
| 3  | Yeum Hye-seon    | P     | 3 febbraio 1991   | KGC Ginseng       |
| 4  | Han Da-hye       | L     | 28 febbraio 1995  | GS Caltex Seoul   |
| 5  | Noh Ran          | L     | 17 marzo 1994     | KGC Ginseng       |
| 6  | Lee Seon-woo     | S     | 12 luglio 2002    | KGC Ginseng       |
| 7  | Kang So-hwi      | S     | 18 luglio 1997    | GS Caltex Seoul   |
| 8  | Jung Ho-young    | C     | 23 agosto 2001    | GS Caltex Seoul   |
| 9  | Lee Ju-ah        | C     | 21 agosto 2000    | Pink Spiders      |
| 10 | Go Ye-rim        | S     | 12 giugno 1994    | Hyundai Hillstate |
| 11 | Park Hye-min     | S     | 8 novembre 2000   | KGC Ginseng       |
| 12 | Lee Da-hyeon     | C     | 11 novembre 2001  | Hyundai Hillstate |
| 13 | Park Jeong-ah    | S     | 26 marzo 1993     | Korea Expressway  |
| 14 | Jeong Ji-yun     | S     | 1º gennaio 2001   | Hyundai Hillstate |
| 15 | Hwang Min-kyoung | S     | 2 giugno 1990     | Hyundai Hillstate |
| 16 | Lee Han-bi       | S     | 28 ottobre 1996   | AI Peppers        |
| 17 | Park Hae-jin     | P     | 15 aprile 2002    | Pink Spiders      |
| 18 | Choi Jeong-min   | C     | 21 dicembre 2002  | IBK Altos         |
| 19 | Kim Hee-jin      | O     | 29 aprile 1991    | IBK Altos         |
| 20 | Han Su-jin       | L     | 2 luglio 1999     | GS Caltex Seoul   |
| 21 | Kim Chae-yeon    | C     | 11 dicembre 1999  | Pink Spiders      |
| 22 | An Hye-jin       | P     | 16 febbraio 1998  | GS Caltex Seoul   |
| 23 | Park Eun-jin     | C     | 15 dicembre 1999  | KGC Ginseng       |
| 24 | Na Hyun-soo      | O     | 15 settembre 1999 | KGC Ginseng       |
| 25 | Moon Myoung-hwa  | C     | 4 settembre 1995  | GS Caltex Seoul   |

## Germania
| N° | Nome               | Ruolo | Data di nascita  | Squadra           |
| -- | ------------------ | ----- | ---------------- | ----------------- |
| -  | Vital Heynen       | All   | 12 giugno 1969   | -                 |
| 1  | Linda Bock         | L     | 27 maggio 2000   | Dresdner          |
| 2  | Pia Kästner        | P     | 29 giugno 1998   | ASPTT Mulhouse    |
| 4  | Anna Pogany        | L     | 21 luglio 1994   | Schweriner        |
| 5  | Corina Glaab       | P     | 25 maggio 2000   | Erfurt            |
| 6  | Jennifer Geerties  | S     | 5 aprile 1994    | Dresdner          |
| 7  | Ivana Vanjak       | S     | 30 maggio 1995   | Kuzeyboru         |
| 9  | Lina Alsmeier      | S     | 29 giugno 2000   | Schweriner        |
| 10 | Lena Stigrot       | S     | 20 dicembre 1994 | Roma Club         |
| 12 | Hanna Orthmann     | S     | 3 ottobre 1998   | Türk Hava Yolları |
| 13 | Saskia Hippe       | O     | 16 gennaio 1991  | Olympiakos        |
| 14 | Marie Schölzel     | C     | 1º agosto 1997   | Bergamo 1991      |
| 21 | Camilla Weitzel    | C     | 11 giugno 2000   | Chieri '76        |
| 22 | Monique Strubbe    | C     | 5 luglio 2001    | Dresdner          |
| 23 | Sarah Straube      | P     | 26 aprile 2002   | Dresdner          |
| 24 | Anastasia Cekulaev | C     | 1º luglio 2003   | Potsdam           |

## Giappone
| N° | Nome             | Ruolo | Data di nascita   | Squadra               |
| -- | ---------------- | ----- | ----------------- | --------------------- |
| -  | Masayoshi Manabe | All   | 21 agosto 1963    | -                     |
| 1  | Akane Yamagishi  | L     | 8 gennaio 1991    | Saitama Ageo Medics   |
| 2  | Mami Uchiseto    | S     | 25 ottobre 1991   | Saitama Ageo Medics   |
| 3  | Sarina Koga      | S     | 21 maggio 1996    | NEC Red Rockets       |
| 4  | Mayu Ishikawa    | S     | 14 maggio 2000    | Toray Arrows          |
| 5  | Haruyo Shimamura | C     | 4 marzo 1992      | NEC Red Rockets       |
| 8  | Haruka Miyashita | P     | 1º settembre 1994 | Okayama Seagulls      |
| 9  | Manami Kojima    | L     | 7 novembre 1994   | NEC Red Rockets       |
| 10 | Arisa Inoue      | S     | 8 maggio 1995     | Hisamitsu Springs     |
| 14 | Fuyumi Okumu Oba | S     | 27 giugno 1998    | Hitachi Astemo Rivale |
| 15 | Kotona Hayashi   | S     | 13 novembre 1999  | JT Marvelous          |
| 19 | Nichika Yamada   | C     | 24 febbraio 2000  | NEC Red Rockets       |
| 23 | Mami Yokota      | C     | 10 dicembre 1997  | Denso Airybees        |
| 24 | Tamaki Matsui    | P     | 10 gennaio 1998   | Denso Airybees        |
| 25 | Erina Ogawa      | C     | 3 giugno 1998     | Toray Arrows          |
| 26 | Airi Miyabe      | S     | 29 luglio 1998    | Minnesota             |
| 28 | Asuka Hamamatsu  | C     | 22 dicembre 1998  | Hisamitsu Springs     |
| 30 | Nanami Seki      | P     | 12 giugno 1999    | Toray Arrows          |
| 38 | Yoshino Sato     | S     | 12 novembre 2001  | Tsukuba Daigaku       |

## Italia
| N° | Nome                 | Ruolo | Data di nascita   | Squadra               |
| -- | -------------------- | ----- | ----------------- | --------------------- |
| -  | Davide Mazzanti      | All   | 15 ottobre 1976   | -                     |
| 1  | Marina Lubian        | C     | 11 aprile 2000    | Savino Del Bene       |
| 2  | Francesca Bosio      | P     | 7 agosto 1997     | Chieri '76            |
| 3  | Alessia Gennari      | S     | 3 novembre 1991   | Pro Victoria          |
| 4  | Sara Bonifacio       | C     | 3 luglio 1996     | AGIL                  |
| 5  | Ofelia Malinov       | P     | 29 febbraio 1996  | Savino Del Bene       |
| 6  | Monica De Gennaro    | L     | 8 gennaio 1987    | Imoco                 |
| 7  | Eleonora Fersino     | L     | 24 gennaio 2000   | AGIL                  |
| 8  | Alessia Orro         | P     | 18 luglio 1998    | Pro Victoria          |
| 9  | Caterina Bosetti     | S     | 2 febbraio 1994   | AGIL                  |
| 10 | Cristina Chirichella | C     | 10 febbraio 1994  | AGIL                  |
| 11 | Anna Danesi          | C     | 20 aprile 1996    | Pro Victoria          |
| 12 | Anastasia Guerra     | S     | 15 ottobre 1996   | Wealth Planet Perugia |
| 14 | Elena Pietrini       | S     | 17 marzo 2000     | Savino Del Bene       |
| 15 | Sylvia Nwakalor      | O     | 12 agosto 1999    | San Casciano          |
| 16 | Sofia D'Odorico      | S     | 6 gennaio 1997    | AGIL                  |
| 17 | Myriam Sylla         | S     | 8 gennaio 1995    | Imoco                 |
| 18 | Paola Egonu          | O     | 18 dicembre 1998  | Imoco                 |
| 21 | Alice Degradi        | S     | 10 aprile 1996    | Cuneo Granda          |
| 22 | Terry Enweonwu       | O     | 12 maggio 2000    | San Casciano          |
| 23 | Elena Perinelli      | S     | 27 giugno 1995    | Chieri '76            |
| 24 | Alessia Mazzaro      | C     | 19 settembre 1998 | Chieri '76            |

## Paesi Bassi
| N° | Nome            | Ruolo | Data di nascita   | Squadra               |
| -- | --------------- | ----- | ----------------- | --------------------- |
| -  | Avital Selinger | All   | 10 marzo 1959     | Talent Team           |
| 2  | Fleur Savelkoel | S     | 22 agosto 1995    | Talent Team           |
| 4  | Celeste Plak    | O     | 26 ottobre 1995   | Victorina Himeji      |
| 5  | Jolien Knollema | S     | 5 gennaio 2003    | San Casciano          |
| 7  | Juliët Lohuis   | C     | 10 settembre 1996 | MTV Stoccarda         |
| 8  | Demi Korevaar   | C     | 9 agosto 2000     | Talent Team           |
| 9  | Myrthe Schoot   | L     | 29 agosto 1988    | Talent Team           |
| 10 | Sarah van Aalen | P     | 21 giugno 2000    | Potsdam               |
| 11 | Anne Buijs      | S     | 2 dicembre 1991   | Praia Clube           |
| 12 | Britt Bongaerts | P     | 3 novembre 1996   | Wealth Planet Perugia |
| 14 | Laura Dijkema   | P     | 18 febbraio 1990  | -                     |
| 16 | Indy Baijens    | C     | 4 febbraio 2001   | Schweriner            |
| 17 | Iris Vos        | S     | 15 ottobre 2002   | Talent Team           |
| 18 | Marrit Jasper   | S     | 28 febbraio 1996  | Cuneo Granda          |
| 19 | Nika Daalderop  | S     | 29 novembre 1998  | AGIL                  |
| 23 | Eline Timmerman | C     | 30 dicembre 1998  | MTV Stoccarda         |
| 24 | Laura de Zwart  | C     | 19 marzo 1999     | Suhl                  |
| 25 | Florien Reesink | L     | 9 giugno 1998     | Apollo 8              |
| 26 | Elles Dambrink  | O     | 22 giugno 2003    | Talent Team           |

## Polonia
| N° | Nome                    | Ruolo | Data di nascita  | Squadra            |
| -- | ----------------------- | ----- | ---------------- | ------------------ |
| -  | Stefano Lavarini        | All   | 17 gennaio 1979  | AGIL               |
| 1  | Maria Stenzel           | L     | 25 novembre 1998 | Chemik Police      |
| 2  | Anna Stencel            | C     | 28 agosto 1995   | Developres Rzeszów |
| 3  | Klaudia Alagierska      | C     | 2 gennaio 1996   | ŁKS                |
| 5  | Agnieszka Kąkolewska    | C     | 17 ottobre 1994  | Chemik Police      |
| 6  | Kamila Ganszczyk        | C     | 2 dicembre 1991  | ŁKS                |
| 8  | Zuzanna Górecka         | S     | 10 aprile 2000   | Budowlani Łódź     |
| 10 | Monika Fedusio          | S     | 6 novembre 1999  | Budowlani Łódź     |
| 11 | Martyna Łukasik         | S     | 26 novembre 1999 | Chemik Police      |
| 12 | Aleksandra Szczygłowska | L     | 22 marzo 1998    | Developres Rzeszów |
| 14 | Joanna Wołosz           | P     | 7 aprile 1990    | Imoco              |
| 15 | Martyna Czyrniańska     | S     | 13 ottobre 2003  | Chemik Police      |
| 18 | Aleksandra Gryka        | C     | 6 febbraio 2000  | Legionovia         |
| 21 | Alicja Grabka           | P     | 9 maggio 1998    | Legionovia         |
| 22 | Weronika Szlagowska     | S     | 29 novembre 2001 | BKS                |
| 26 | Katarzyna Wenerska      | P     | 9 marzo 1993     | Developres Rzeszów |
| 30 | Olivia Różański         | S     | 5 giugno 1997    | Legionovia         |
| 95 | Magdalena Jurczyk       | C     | 28 ottobre 1995  | Developres Rzeszów |

## Rep. Dominicana
| N° | Nome               | Ruolo | Data di nascita   | Squadra           |
| -- | ------------------ | ----- | ----------------- | ----------------- |
| -  | Marcos Kwiek       | All   | 18 luglio 1967    | -                 |
| 2  | Yaneirys Rodríguez | L     | 26 giugno 2000    | Mirador           |
| 3  | Esthefany Rabit    | L     | 18 gennaio 2002   | ?                 |
| 4  | Vielka Peralta     | S     | 13 aprile 1999    | Thetis            |
| 6  | Camil Domínguez    | P     | 7 dicembre 1991   | Caribeñas         |
| 7  | Niverka Marte      | P     | 19 ottobre 1990   | Jakarta Pertamina |
| 9  | Angélica Hinojosa  | C     | 10 gennaio 1997   | Guerreras         |
| 12 | Yokaty Pérez       | L     | 6 agosto 1998     | Cristo Rey        |
| 13 | Massiel Matos      | S     | 16 aprile 1998    | Emevé             |
| 15 | Madeline Guillén   | S     | 4 giugno 2001     | Bandung BJB       |
| 16 | Yonkaira Peña      | S     | 10 maggio 1993    | Rio de Janeiro    |
| 17 | Gina Mambrú        | O     | 21 gennaio 1986   | Jakarta Popsivo   |
| 20 | Brayelin Martínez  | S     | 11 settembre 1996 | Praia Clube       |
| 21 | Jineiry Martínez   | C     | 3 dicembre 1997   | Praia Clube       |
| 22 | Samaret Caraballo  | S     | 6 gennaio 1997    | Vitória           |
| 23 | Gaila González     | O     | 25 giugno 1997    | Mert Grup Sigorta |
| 24 | Geraldine González | C     | 18 aprile 2002    | Mirador           |
| 25 | Larysmer Martínez  | L     | 18 ottobre 1996   | Guerreras         |

## Serbia
| N° | Nome                 | Ruolo | Data di nascita   | Squadra                |
| -- | -------------------- | ----- | ----------------- | ---------------------- |
| -  | Daniele Santarelli   | All   | 8 giugno 1981     | Imoco                  |
| 1  | Bianka Buša          | S     | 25 luglio 1994    | -                      |
| 2  | Katarina Lazović     | S     | 12 settembre 1999 | Pro Victoria           |
| 4  | Bojana Živković      | P     | 29 marzo 1988     | Stella Rossa           |
| 5  | Mina Popović         | C     | 16 settembre 1994 | Fenerbahçe             |
| 7  | Ana Jakšić           | P     | 10 marzo 1998     | Ub                     |
| 8  | Slađana Mirković     | P     | 7 ottobre 1995    | Alba-Blaj              |
| 9  | Brankica Mihajlović  | S     | 13 aprile 1991    | -                      |
| 12 | Teodora Pušić        | L     | 12 marzo 1993     | Dresdner               |
| 13 | Ana Bjelica          | O     | 3 aprile 1992     | Megavolley             |
| 14 | Maja Aleksić         | C     | 6 giugno 1997     | Alba-Blaj              |
| 15 | Jovana Stevanović    | C     | 30 giugno 1992    | UYBA                   |
| 19 | Bojana Milenković    | S     | 6 marzo 1997      | Chemik Police          |
| 20 | Jovana Zelenović     | O     | 13 giugno 2004    | Jedinstvo Stara Pazova |
| 21 | Jovana Kocić         | C     | 24 febbraio 1998  | Alba-Blaj              |
| 22 | Sara Lozo            | O     | 29 aprile 1997    | Proton                 |
| 28 | Jelena Delić         | C     | 17 luglio 2000    | Stella Rossa           |
| 31 | Sanja Đurđević       | L     | 25 marzo 1998     | Ub                     |
| 34 | Jovana Mirosavljević | S     | 16 gennaio 2000   | Železničar Lajkovac    |
| 35 | Mina Mijatović       | S     | 16 ottobre 2001   | TENT                   |

## Stati Uniti
| N° | Nome                 | Ruolo | Data di nascita   | Squadra               |
| -- | -------------------- | ----- | ----------------- | --------------------- |
| -  | Karch Kiraly         | All   | 3 novembre 1960   | -                     |
| 1  | Micha Hancock        | P     | 10 novembre 1992  | AGIL                  |
| 2  | Jordyn Poulter       | P     | 31 luglio 1997    | UYBA                  |
| 3  | Kathryn Plummer      | S     | 16 ottobre 1998   | Imoco                 |
| 4  | Justine Wong-Orantes | L     | 6 ottobre 1995    | Wiesbaden             |
| 5  | Morgan Hentz         | L     | 27 luglio 1998    | Athletes Unlimited    |
| 6  | TeTori Dixon         | C     | 4 agosto 1992     | Türk Hava Yolları     |
| 7  | Lauren Carlini       | P     | 28 febbraio 1995  | Türk Hava Yolları     |
| 8  | Hannah Tapp          | C     | 21 giugno 1995    | Hitachi Astemo Rivale |
| 9  | Madison Kingdon      | S     | 20 aprile 1993    | Türk Hava Yolları     |
| 10 | Brionne Butler       | C     | 29 gennaio 1999   | Gresik Petrokimia     |
| 11 | Andrea Drews         | O     | 25 dicembre 1993  | JT Marvelous          |
| 12 | Jordan Thompson      | O     | 5 maggio 1997     | -                     |
| 13 | Sarah Wilhite        | S     | 20 luglio 1995    | NEC Red Rockets       |
| 15 | Haleigh Washington   | C     | 22 settembre 1995 | AGIL                  |
| 16 | Dana Rettke          | C     | 21 gennaio 1999   | Pro Victoria          |
| 18 | Kara Bajema          | S     | 24 marzo 1998     | Developres Rzeszów    |
| 19 | Jenna Gray           | P     | 28 febbraio 1998  | Dresdner              |
| 20 | Danielle Cuttino     | O     | 22 giugno 1996    | Minas                 |
| 22 | Kendall White        | L     | 7 luglio 1997     | Terville Florange     |
| 23 | Kelsey Robinson      | S     | 25 giugno 1992    | Toyota Queenseis      |
| 24 | Chiaka Ogbogu        | C     | 15 aprile 1995    | VakıfBank             |
| 30 | Alexandra Frantti    | S     | 3 marzo 1996      | Chieri '76            |
| 31 | Anna Stevenson       | C     | 8 luglio 1999     | Aydın BB              |
| 33 | Nia Reed             | O     | 27 giugno 1996    | Bauru                 |

## Thailandia
| N° | Nome                     | Ruolo | Data di nascita  | Squadra            |
| -- | ------------------------ | ----- | ---------------- | ------------------ |
| -  | Danai Sriwacharamaytakul | All   | 5 ottobre 1970   | -                  |
| 1  | Wipawee Srithong         | S     | 28 gennaio 1999  | Supreme Chonburi   |
| 2  | Piyanut Pannoy           | L     | 10 novembre 1989 | Supreme Chonburi   |
| 3  | Pornpun Guedpard         | P     | 5 maggio 1993    | Jakarta Popsivo    |
| 4  | Thatdao Nuekjang         | C     | 3 febbraio 1994  | JT Marvelous       |
| 6  | Kannika Thipachot        | S     | 3 maggio 1993    | Supreme Chonburi   |
| 9  | Jarasporn Bundasak       | C     | 1º marzo 1993    | Denso Airybees     |
| 11 | Khatthalee Pinsuwan      | S     | 30 ottobre 1994  | Idea Khonkaen      |
| 12 | Hattaya Bamrungsuk       | C     | 12 agosto 1993   | Toyota Queenseis   |
| 13 | Natthanicha Jaisaen      | P     | 21 maggio 1998   | Diamond Food       |
| 14 | Sutadta Chuewulim        | S     | 19 dicembre 1992 | Supreme Chonburi   |
| 15 | Kaewkalaya Kamulthala    | C     | 7 agosto 1994    | Diamond Food       |
| 16 | Pimpichaya Kokram        | O     | 16 giugno 1998   | Kurobe AquaFairies |
| 17 | Tichaya Boonlert         | P     | 14 febbraio 1997 | Nakornnonthaburi   |
| 18 | Ajcharaporn Kongyot      | S     | 18 giugno 1995   | Sarıyer            |
| 19 | Chatchu-on Moksri        | S     | 6 novembre 1999  | Sarıyer            |
| 20 | Supattra Pairoj          | L     | 27 giugno 1990   | Supreme Chonburi   |
| 21 | Thanacha Sooksod         | O     | 26 maggio 2000   | Diamond Food       |
| 22 | Nattaporn Yupa           | L     | 14 agosto 1991   | Nakhon Ratchasima  |
| 23 | Sirima Manakij           | P     | 11 gennaio 1991  | Nakhon Ratchasima  |
| 24 | Tichakorn Boonlert       | C     | 21 marzo 2001    | Nakornnonthaburi   |
| 25 | Sasipapron Janthawisut   | S     | 10 giugno 1997   | Diamond Food       |

## Turchia
| N° | Nome              | Ruolo | Data di nascita   | Squadra     |
| -- | ----------------- | ----- | ----------------- | ----------- |
| -  | Giovanni Guidetti | All   | 20 settembre 1972 | VakıfBank   |
| 1  | Beyza Arıcı       | C     | 27 luglio 1995    | Eczacıbaşı  |
| 2  | Simge Aköz        | L     | 23 aprile 1991    | Eczacıbaşı  |
| 3  | Cansu Özbay       | P     | 17 ottobre 1996   | VakıfBank   |
| 4  | Tuğba Şenoğlu     | S     | 2 febbraio 1998   | VakıfBank   |
| 5  | Bahar Akbay       | C     | 21 gennaio 1998   | PTT         |
| 6  | Saliha Şahin      | S     | 5 novembre 1998   | Eczacıbaşı  |
| 7  | Hande Baladin     | S     | 1º settembre 1997 | Eczacıbaşı  |
| 9  | Meliha İsmailoğlu | S     | 17 settembre 1993 | Fenerbahçe  |
| 10 | Ayça Aykaç        | L     | 27 febbraio 1996  | VakıfBank   |
| 11 | Derya Cebecioğlu  | S     | 24 ottobre 2000   | VakıfBank   |
| 12 | Elif Şahin        | P     | 19 gennaio 2001   | Eczacıbaşı  |
| 13 | Meryem Boz        | O     | 3 febbraio 1988   | VakıfBank   |
| 14 | Eda Erdem         | C     | 22 febbraio 1987  | Fenerbahçe  |
| 17 | Sıla Çalışkan     | P     | 16 dicembre 1996  | PTT         |
| 18 | Zehra Güneş       | C     | 7 luglio 1999     | VakıfBank   |
| 19 | Ceren Kestirengöz | O     | 19 luglio 1993    | Osasco      |
| 20 | Aylin Sarıoğlu    | S     | 21 luglio 1995    | VakıfBank   |
| 22 | İlkin Aydın       | S     | 5 gennaio 2000    | Galatasaray |
| 99 | Ebrar Karakurt    | O     | 17 gennaio 2000   | AGIL        |